# Ranking Roger
Ranking Roger (nacido como Roger Charlery, Birmingham, West Midlands, 21 de febrero de 1963-26 de marzo de 2019) fue un músico británico, vocalista en la banda de ska The Beat (conocida en Norteamérica como The English Beat) en la década de 1980.

## Origen familiar
Hijo de Jean Baptiste Charlery. Su familia era originaría de las Indias Occidentales; Su madre y su padre nacieron en Santa Lucía.

## Discografía
Salida radical (1988 registros del IRS) 
1. "Falling Down" (3:32)
2. "One Minute Closer (to Death)" (5:50)
3. "Time to Mek a Dime" (4:20)
4. "In Love with You" (3:58)
5. "Smashing Down Another Door" (4:15)
6. "So Excited" (4:14)
7. "Mono Gone to Stereo" (3:38)
8. "Your Problems" (3:00)
9. "I Told You" (3:48)
10. "Point of View" (3:16)
11. "I'll Be There" (3:52)